# Laterallus
Laterallus är ett släkte med fåglar i familjen rallar inom ordningen tran- och rallfåglar. Arterna i släktet förekommer i Nord- och Sydamerika och är generellt mycket små, därav namnet dvärgrallar. 
Det har varit omtvistat vilka arter släktet bör inkludera. Flera genetiska studier har visat att traditionella Laterallus-arter egentligen är närmare släkt med andra rallar, men också omvänt att rallar som tidigare haft hemvist i andra släkten står nära Laterallus. Enligt AviList listas följande tio arter i släktet:
- Atlantdvärgrall (L. rogersi) – tidigare i Atlantisia
- Vitprickig dvärgrall (L. notatus) – tidigare i Coturnicops
- Gulbröstad dvärgrall (L. flaviventer) – tidigare i Porzana, Poliolimnas eller som ensam art i Hapalocrex
- Rostsidig dvärgrall (L. levraudi)
- Rödsidig dvärgrall (L. melanophaius)
- Koppardvärgrall (L. ruber)
- Vitstrupig dvärgrall (L. albigularis)
- Gråbröstad dvärgrall (L. exilis)
- Galápagosdvärgrall (L. spilonota)
- Svart dvärgrall (L. jamaicensis)
- Fläckvingad dvärgrall (L. spilopterus) – tidigare i Porzana

Tre arter tidigare i Laterallus förs istället till Rufirallus:
- Rödhuvad dvärgrall (R. xenopterus)
- Rödvit dvärgrall (R. leucopyrrhus)
- Svartbandad dvärgrall (R. fasciatus)